# Phlomis leucophracta
Phlomis leucophracta là một loài thực vật có hoa trong họ Hoa môi. Loài này được P.H.Davis & Hub.-Mor. miêu tả khoa học đầu tiên năm 1951.